# Statue-menhir de Cambous (Viols-en-Laval)
Pour les articles homonymes, voir Statue-menhir de Cambous (Fontrieu).
La statue-menhir de Cambous est une statue-menhir appartenant au groupe languedocien qui a été découverte dans le village préhistorique de Cambous, à Viols-en-Laval dans le département de l'Hérault en France.

## Historique
La statue-menhir a été découverte en 1985, elle était réutilisée dans le mur sud de la cabane n°3 du village préhistorique de Cambous. La statue-menhir est inscrite monument historique au titre d'objet depuis le 28 décembre 2015.

## Description
La stèle est constituée d'un bloc de calcaire gréseux en forme de borne étroite de 0,83 m de hauteur sur 0,25 à 0,30 m de largeur et 0,195 à 0,21 m d'épaisseur. La pierre d'origine a été retaillée (traces d'abattement par percussion sur le côté droit) et les deux faces ont fait l'objet d'un épannelage grossier par piquetage. Le sommet de la stèle comporte un dépôt calcitique indiquant qu'elle fut soumise à une carbonation due vraisemblablement aux eaux de pluie durant sa réutilisation dans le mur de la cabane.
Une seule face comporte des gravures et on pourrait supposer que d'autres motifs aient pu disparaître par érosion mais les traces de piquetage dues à la mise en forme étant encore nettement visibles ceci semble peu probable.
Le seul motif représenté est un visage avec un « T » facial en relief surmontant les yeux, représentés par deux pastilles, et soulignés par une paire d'arcs sous-orbitaux. La cupule visible en dessous du visage, et les deux rigoles horizontales, dans la partie centrale de la stèle, sont d'origine naturelle. Compte tenu de son style (priorité donnée au visage, présence d'arcs sous-orbitaux, absence des membres supérieurs et d'attributs), la stèle est rattachée aux statues-menhirs du groupe languedocien et au sous-groupe du Pic Saint-Loup.
Sa découverte en réemploi dans un village fontbuxien permet de la dater du Néolithique final ou du début de l'Âge du cuivre (2800 av. J.-C. à 2500 av. J.-C.),.
La statue-menhir est conservée à la Maison des Consuls aux Matelles.